# Belet (albedo)
Belet  è una caratteristica di albedo della superficie di Titano.